# Sajjad Gharibi
Sajjad Gharibi Gozoo (Ahvaz, 19 de diciembre de 1991) es un personaje público iraní conocido artísticamente como el Hulk iraní.

## Primeros años
Gharibi es un falso levantador de pesas, culturista y practicante de artes marciales mixtas iraní, que nació en Khozstan, Ahvaz y vive en Bushehr, (Irán). Su apodo es el Hulk iraní o el Hércules persa, debido a su popularidad en redes sociales, donde sube imágenes editadas donde muestra su corpulencia, en las que se aprecia un cuerpo enorme y desproporcionado. Mide 1,78 m de alto y pesa 240 libras (108,9 kg). Recibió su licenciatura en Comercio de la Universidad Azad en Bushehr. Le han ofrecido papeles en películas iraníes y ha aceptado. Es una figura famosa de las redes sociales con cerca de medio millón de seguidores ya que publica sus videos e imágenes en ellas.

## Carrera profesional
Gharibi se ha convertido en un fenómeno de Internet debido a su enorme físico.
La estrella de UFC Brian Ortega le desafió a aparecer en el ring de las artes marciales mixtas y Gharibi aceptó. Ortega dijo que aplastaría al «Hulk iraní» a pesar de ser unas 120 libras menos pesado que su oponente. Gharibi ya había aceptado un combate contra el británico Martyn Ford, pero el trato fue cancelado por Martyn. Gharibi declaró que había aceptado pelear contra el culturista brasileño o «el Hulk brasileño» Romario dos Santos Alves. Mencionó en una publicación de Instagram: Finalmente acepto mi primera pelea profesional contra un peleador brasileño. Peleará contra Martyn Ford en un evento organizado por la organización polaca de MMA Konfrontacja Sztuk Walki (KSW).
Ofreció participar en la lucha contra ISIS en Siria en 2016. Dijo en un video: Soy un defensor de mi país, primero. Quiero agradecer al general Soleimani y a todos los soldados que perdieron la vida en Siria. Son mis héroes.